# The fine day never last
『The fine day never last』（ザ・ファイン・デイ・ネヴァー・ラスト）は、日本のバンド、FACT（本作では小文字の"fact"名義）のインディーズ1stミニアルバムである。2004年4月7日発売。

## 収録曲
- 全作詞・作曲：fact, Okuno

1. Start from here(2:02)
2. Was(2:43)
3. Stretch my arms(3:32)
4. Existence(4:00)
5. Shine(3:12)
6. Reborn(5:37)
7. Keep(14:09)